# جووانی بورگاتو

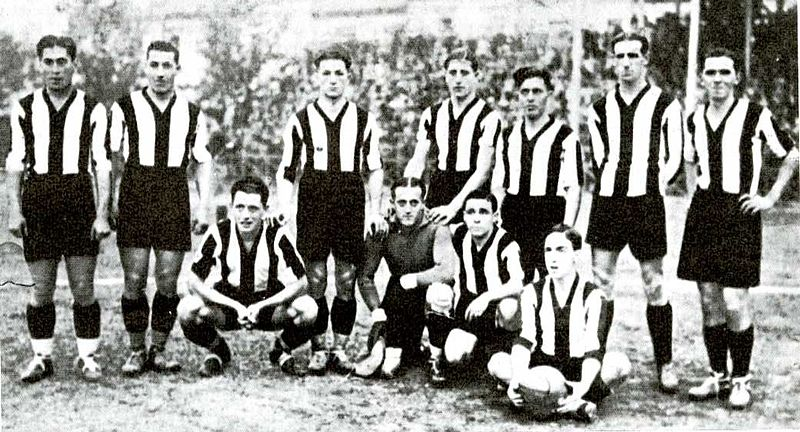
عکس دسته جمعی جووانی بورگاتو همراه با هم تیمی های خود

جووانی بورگاتو (به ایتالیایی: Giovanni Borgato) بازیکن فوتبال اهل ایتالیا است که از سال ۱۹۲۶ میلادی عضو تیم ملی فوتبال ایتالیا بوده و در ۱ بازی ملی حضور داشته‌است. او در بازی‌های ملی‌اش گلی به ثمر نرساند.
جووانی بورگاتو آخرین بازی ملی خود را در سال ۱۹۲۶ میلادی انجام داد.